# Noviciado (metrostation)
Noviciado is een metrostation in Madrid, Spanje, en ligt aan metrolijn 2.

## Geschiedenis
Het station werd geopend op 21 oktober 1925 als onderdeel van de uitbreiding van lijn 2, een van de oudste metrolijnen van Madrid. De naam "Noviciado" verwijst naar de nabijgelegen Calle Noviciado.

## Ligging en verbindingen
Noviciado ligt onder de Calle de San Bernardo, nabij de kruisingen met de Calle Noviciado en Calle de los Reyes. Het station is verbonden met het nabijgelegen station Plaza de España via een voetgangerstunnel. 

## Ingangen
- Ministerio de Justicia: Calle de San Bernardo 45 (bij het Spaanse Ministerie van Justitie).
- Noviciado: Calle de San Bernardo 51 (hoek Calle Noviciado).

## Afbeeldingen

Ligging van de stations Plaza de España en Noviciado